# Reason (album de Selah Sue)
Pour les articles homonymes, voir Reason.
Reason est le deuxième album studio de Selah Sue sorti en 2015.

## Liste des titres
| N° | Titre                             | Auteur(s) | Durée |
| -- | --------------------------------- | --- | ----- |
| 1  | Alone                             | Sanne Putseys - Sean Fenton / Sanne Putseys - Robin Hannibal                                                                      | 3:28  |
| 2  | I Won't Go For More               | Sanne Putseys - Birsen Uçar / Sanne Putseys                                                                                       | 4:21  |
| 3  | Reason                            | Sanne Putseys - Birsen Uçar - Robin Hannibal / Sanne Putseys - Clément Dumoulin                                                   | 3:20  |
| 4  | Together (feat. Childish Gambino) | Sanne Putseys - Evan K. Bogart - Donald Glover / Sanne Putseys - Ludwig Goransson                                                 | 3:21  |
| 5  | Alive                             | Sanne Putseys - Birsen Uçar - Robin Hannibal / Sanne Putseys - Michael Asante aka Mickey J                                        | 3:42  |
| 6  | The Light                         | Sanne Putseys - Birsen Uçar / Sanne Putseys - Ross Birchard                                                                       | 3:46  |
| 7  | Fear Nothing                      | Sanne Putseys - Matt Schwartz / Sanne Putseys - Matt Schwartz                                                                     | 3:25  |
| 8  | Daddy                             | Sanne Putseys - Birsen Uçar - Robin Hannibal / Sanne Putseys - Yannick Werther - Jordi Geuens - Erik Rademakers - Joachim Saerens | 4:26  |
| 9  | Sadness                           | Sanne Putseys - Raja Kumari / Sanne Putseys - Troy Taylor - Jerren Spruill                                                        | 4:02  |
| 10 | Feel                              | Sanne Putseys - Birsen Uçar / Sanne Putseys - Dan Radclyffe                                                                       | 3:39  |
| 11 | Right Where I Want U              | Sanne Putseys - Birsen Uçar / Sanne Putseys - Pieterjan Seaux                                                                     | 3:33  |
| 12 | Always Home                       | Sanne Putseys - Birsen Uçar - Mocky / Sanne Puyseys - Yannick Werther - Erik Rademakers - Mocky                                   | 4:19  |
| 13 | Falling Out                       | Sanne Putseys - Birsen Uçar / Sanne Putseys - Joachim Saerens                                                                     | 3:50  |